# Bothria
Bothria – rodzaj muchówek z rodziny rączycowatych (Tachinidae).

## Wybrane gatunki
- B. clarinigra Chao & Liu, 1998[1]
- B. frontosa (Meigen, 1824)[1]
- B. subalpina Villeneuve, 1910